# Burger Lambrechts
Burger Lambrechts (Pretoria, 3 aprile 1973) è un pesista sudafricano.
Trovato positivo allo stanozololo ad un test antidoping, subisce una squalifica di due anni dalle competizioni dal 2001 al 2003.
Tra i risultati annullati compare anche il suo record personale a 20,90 metri, ottenuto il 16 febbraio 2001.

## Palmarès
| Anno | Manifestazione      | Sede         | Evento         | Risultato | Misura  | Note |
| ---- | ------------------- | ------------ | -------------- | --------- | ------- | ---- |
| 1992 | Mondiali juniores   | Seul         | Getto del peso | 15º       | 15,66 m |      |
| 1997 | Mondiali            | Atene        | Getto del peso | 10º       | 19,39 m |      |
| 1998 | Commonwealth        | Kuala Lumpur | Getto del peso | Oro       | 20,01 m |      |
| 1999 | Mondiali            | Siviglia     | Getto del peso | 9º        | 19,29 m |      |
| 2000 | Campionati africani | Algeri       | Getto del peso | Oro       | 19,78 m |      |
| 2000 | Olimpiadi           | Sydney       | Getto del peso | 14º       | 19,75 m |      |
| 2004 | Campionati africani | Brazzaville  | Getto del peso | Argento   | 18,78 m |      |
| 2004 | Olimpiadi           | Atene        | Getto del peso | 34º       | 18,67 m |      |
| 2010 | Campionati africani | Nairobi      | Getto del peso | Oro       | 18,63 m |      |
| 2012 | Mondiali indoor     | Istanbul     | Getto del peso | 17º       | 18,96 m |      |
| 2012 | Campionati africani | Porto-Novo   | Getto del peso | Oro       | 19,51 m |      |
| 2016 | Campionati africani | Durban       | Getto del peso | 8º        | 17,79 m |      |